# Calciogadolinite
La calciogadolinite è un minerale radioattivo, scoperto nel 1972 a Tadachi, nella prefettura di Nagano, in Giappone, anche se si hanno probabili precedenti ritrovamenti nel 1938. Attualmente si ha notizia della sua presenza in Cina e Giappone. La specie è stata non più riconosciuta dall'IMA nel 2006 in quanto è ritenuta una varietà di gadolinite-(Y) ricca di calcio.